# Indira Gandhi AS&E
L'Indira Gandhi AS&E (precedentemente denominata Jeppiaar Institute F.C.) è una società calcistica indiana femminile con sede nella città di Pondicherry. Milita nell'Indian Women's League.

## Allenatori e presidenti
- ?-attuale  Amrutha Aravind

- ?-attuale  Subramanian Mariappan